# 大久川橋
大久川橋（おおひさがわはし）は、福島県いわき市にある二級水系大久川を渡る道路橋であり、同名の橋梁が複数存在する。

## 常磐自動車道
E6

### 概要
上り
- 全長：596.5m[1]
  - 主径間：69.5m[1]
- 幅員：9.8m[1]
- 形式：11（3+4+4）径間PC連続ラーメン箱桁橋
- 施工：ピーエス三菱[2]
- 竣工：2000年[3]

下り
- 全長：601.5m[1]
  - 主径間：87.0m[1]
- 幅員：9.8m[1]
- 形式：9径間PRC連続箱桁橋[1]
- 施工：ピーエス三菱[4]
- 竣工：2020年[3]

大久町大久字柴崎から字字細田に至る。常磐自動車道いわき四倉インターチェンジ～広野インターチェンジ間を通し、大久川周囲の開けた平地部を南北に貫き、川と並行する福島県道246号折木筒木原久之浜線や周囲の市道も渡る。常磐自動車道延伸開通時に現在の上り線側が暫定2車線で開通し、後の4車線化により下り線側が供用された。Ⅰ期線として掛けられた上り線橋梁は三分割された連続桁橋が採用されたが、伸縮装置から発生する騒音に対し近隣より対策の要望があったことから、Ⅱ期線となる下り線では桁全体の連続化が行われた。また、周辺はいわき市海竜の里センターやフタバスズキリュウ産出地などの施設などがあることから景観に配慮し、橋脚位置を上り線と合わせる方向で計画したが、上部工構造変更による支間割の調整、斜めに交差する河川や道路との位置上の制約、設計基準改定に伴う基礎寸法の増大などにより既設橋脚とずらす必要が出たため、なるべく交差道路などの視点上からの圧迫感が無いようフォトモンタージュを予め作成の上で橋脚位置が決定された。

### 沿革
- 2002年3月23日 - いわき四倉インターチェンジ - 広野インターチェンジ間の開通に伴い現在の上り線が暫定2車線で供用が開始される。
- 2016年6月8日 - 当該区間の4車線化工事の事業許可が国土交通省より与えられる。
- 2021年6月13日 - いわき四倉インターチェンジ - 広野インターチェンジ間の4車線化に伴い現在の下り線の供用が開始される。

### 周辺
- いわき市海竜の里センター

## 福島県道395号四倉久之浜線

### 概要
大久川橋
- 全長：40.0m[5]
- 幅員：8.5m[5]
- 竣工：1955年[5]

大久川橋側道橋
- 全長：40.0m[5]
- 幅員：2.3m[5]
- 竣工：1971年[5]

久之浜町久之浜字後三松から字中河原・字川田に跨り、上下対向2車線で共用されている。すぐ上流側にはJR常磐線大久川橋梁がかかる。橋北側にはいわき市久之浜浄水場が位置する。下流側にかかる旧来の陸前浜街道の橋梁である代ノ下橋の新道橋として国道6号の二次改築に合わせ建設された。その後歩行者交通安全確保のため、上り線側に人道橋として大久川橋側道橋が架設された。上流側の新大久川橋を含む久之浜バイパスが開通したことにより、現在は県へ管理が移管され、県道橋として供用されている。

### 周辺
- 久之浜浄水場
- 久之浜東団地